# A Change of Seasons (album)
A Change of Seasons is een ep van de progressieve metalband Dream Theater. Het bestaat uit het ruim 23 minuten durende titelnummer en een verzameling van live uitgevoerde covers van bands waardoor Dream Theater is beïnvloed. De live nummers zijn opgenomen tijdens een fanclubconcert in Ronnie Scott's Jazz Club in Londen.
De tekst van A Change of Seasons gaat over de dood van Portnoys moeder en andere persoonlijke zaken uit zijn leven. Het nummer bevat geluidsopnames uit de film Dead Poets Society, hoewel de tekst van het nummer volgens drummer Mike Portnoy gebaseerd is op het boek (en film) The World According To Garp. In beide films speelt acteur Robin Williams een rol.
Het is het eerste album van Dream Theater met Derek Sherinian op keyboards.

## Nummers
1. A Change of Seasons – 23:06 (muziek: Dream Theater, tekst: Portnoy)
  - The Crimson Sunrise [instrumentaal]
  - Innocence
  - Carpe Diem
  - The Darkest of Winters [instrumentaal]
  - Another World
  - The Inevitable Summer [instrumentaal]
  - The Crimson Sunset
2. Funeral for a Friend/Love Lies Bleeding – 10:49 (Elton John)
3. Perfect Strangers – 5:33 (Deep Purple)
4. The Rover / Achilles Last Stand / The Song Remains the Same – 7:28 (Led Zeppelin)
5. The Big Medley – 10:34
  - In the Flesh? by Pink Floyd
  - Carry on wayward son by Kansas
  - Bohemian Rhapsody by Queen
  - Lovin', Touchin', Squeezin' by Journey
  - Cruise Control by Dixie Dregs
  - Turn it on Again by Genesis

## Bandbezetting
- James LaBrie – zang
- John Myung – basgitaar
- John Petrucci – gitaar
- Mike Portnoy – drums
- Derek Sherinian – keyboards